# Videografia degli Aerosmith
La seguente è la videografia degli Aerosmith, gruppo musicale statunitense in attività dal 1970.

## Album video
| Anno | Titolo                                                                                      | Certificazioni                            |
| ---- | ------------------------------------------------------------------------------------------- | ----------------------------------------- |
| 1987 | Aerosmith Video Scrapbook - Etichetta: Columbia - Formati: VHS, Laserdisc                   | - US: Oro                                 |
| 1988 | Permanent Vacation 3x5 - Etichetta: Geffen - Formati: VHS, Laserdisc                        | - US: Oro                                 |
| 1989 | Live Texxas Jam '78 - Etichetta: Columbia - Formati: VHS, Laserdisc                         | - US: Oro                                 |
| 1990 | Things That Go Pump in the Night - Etichetta: Geffen - Formati: VHS, Laserdisc              | - US: Platino                             |
| 1990 | The Making of Pump - Etichetta: Geffen - Formati: VHS, Laserdisc, DVD                       | - US: Oro                                 |
| 1994 | Big Ones You Can Look At - Etichetta: Geffen - Formati: VHS, Laserdisc                      | - CAN: Platino - UK: Oro - US: Oro        |
| 2004 | You Gotta Move - Etichetta: Columbia - Formati: DVD                                         | - AUS: Platino - UK: Oro - US: 4× Platino |
| 2013 | Rock for the Rising Sun - Etichetta: Eagle Rock Entertainment - Format: DVD, Blu-ray        |                                           |
| 2015 | Aerosmith Rocks Donington 2014 - Etichetta: Eagle Rock Entertainment - Format: DVD, Blu-ray |                                           |

## Video musicali
| Data                | Titolo                                 | Regista                      | Star                                                                | Riconoscimenti |
| ------------------- | -------------------------------------- | ---------------------------- | ------------------------------------------------------------------- | --- |
| 1978                | Chip Away the Stone                    | Arnold Levine                | —                                                                   | — |
| 1979                | No Surprize                            | Arnold Levine                | —                                                                   | — |
| 1979                | Chiquita                               | Arnold Levine                | —                                                                   | — |
| Agosto 1982         | Lightning Strikes                      | Arnold Levine                | —                                                                   | — |
| Ottobre 1985        | Let the Music Do the Talking           | Jerry Kramer                 | —                                                                   | — |
| Luglio 1986         | Walk This Way (con i Run-DMC)          | Jon Small                    | —                                                                   | Classificato #11 tra i "100 più grandi video" di Rolling Stone, Classificato #5 tra i "100 migliori video mai realizzati" di MTV, Classificato #11 tra i "100 migliori video" di VH1, Classificato #24 tra i "25 migliori video" di Fuse                                    |
| Ottobre 1987        | Dude (Looks Like a Lady)               | Marty Callner                | John Kalodner                                                       | — |
| Febbraio 1988       | Angel                                  | Marty Callner                | —                                                                   | — |
| Maggio 1988         | Rag Doll                               | Marty Callner                | —                                                                   | — |
| Settembre 1989      | Love in an Elevator                    | Marty Callner                | Brandi Brandt                                                       | — |
| Novembre 1989       | Janie's Got a Gun                      | David Fincher                | Kristin Dattilo, Nicholas Guest, Lesley Ann Warren                  | MTV Video Music Award - Viewer's Choice, MTV Video Music Award al miglior video rock, Classificato #48 tra i "100 migliori video mai realizzati" di MTV, Classificato #48 tra i "100 migliori video" di VH1, Classificato #95 tra i "100 più grandi video" di Rolling Stone |
| Marzo & Aprile 1990 | What It Takes (due versioni)           | Keith Garde & Martin Torgoff | —                                                                   | — |
| Giugno 1990         | The Other Side                         | Marty Callner                | John Kalodner                                                       | MTV Video Music Award al miglior video rock |
| Agosto 1991         | Dream On (con orchestra)               | Marty Callner                | —                                                                   | — |
| Dicembre 1991       | Sweet Emotion                          | Marty Callner                | —                                                                   | — |
| Aprile 1993         | Livin' on the Edge                     | Marty Callner                | Edward Furlong                                                      | MTV Video Music Award - Viewer's Choice |
| Maggio 1993         | Eat the Rich                           | Greg Vernon                  | John Kalodner                                                       | — |
| Luglio 1993         | Cryin'                                 | Marty Callner                | Alicia Silverstone, Stephen Dorff, Josh Holloway                    | MTV Video Music Award al video dell'anno, MTV Video Music Award - Viewer's Choice, MTV Video Music Award al miglior video di un gruppo |
| Novembre 1993       | Amazing                                | Marty Callner                | Alicia Silverstone, Jason London                                    | — |
| Maggio 1994         | Crazy                                  | Marty Callner                | Alicia Silverstone, Liv Tyler                                       | Classificato #23 tra i "100 migliori video" di VH1 |
| Ottobre 1994        | Blind Man                              | Marty Callner                | Pamela Anderson, John Kalodner                                      | — |
| Novembre 1994       | Deuces are Wild                        | —                            | —                                                                   | — |
| Gennaio 1995        | Walk on Water                          | Mick Haggerty                | —                                                                   | — |
| Febbraio 1997       | Falling in Love (Is Hard on the Knees) | Michael Bay                  | Angie Everhart                                                      | MTV Video Music Award al miglior video rock |
| Maggio 1997         | Hole in My Soul                        | Andy Morahan                 | Branden Williams, Eva Mendes, Alexandra Holden, Seann William Scott | — |
| Novembre 1997       | Pink                                   | Doug Nichol                  | —                                                                   | MTV Video Music Award al miglior video rock |
| Maggio 1998         | I Don't Want to Miss a Thing           | Francis Lawrence             | Liv Tyler                                                           | MTV Video Music Award al miglior video da un film |
| Aprile 1998         | Full Circle                            | —                            | —                                                                   | — |
| Febbraio 2001       | Jaded                                  | Francis Lawrence             | Mila Kunis                                                          | — |
| Giugno 2001         | Fly Away from Here                     | Joseph Kahn                  | Jessica Biel                                                        | — |
| Ottobre 2001        | Sunshine                               | Samuel Bayer                 | —                                                                   | — |
| Luglio 2002         | Girls of Summer                        | David Meyers                 | Jaime Pressly, Nichole Galicia, Kim Smith                           | — |
| 2003                | Lizard Love                            | Jim Gable                    | -                                                                   | - |
| 2004                | Baby, Please Don't Go                  | Mark Haefeli                 | —                                                                   | — |
| 10 luglio 2012      | Legendary Child                        | Casey Patrick Tebo           | Alexa Vega                                                          | — |
| 19 ottobre 2012     | What Could Have Been Love              | —                            | —                                                                   | — |

## Colonne sonore
Lista di brani utilizzati in colonne sonore di film.
- "Come Together" - Sgt. Pepper's Lonely Hearts Club Band Soundtrack (1978)
- "Rocking Pneumonia And The Boogie Woogie Flu" - Less Than Zero Soundtrack (1987)
- "Love Me Two Times" - Air America Soundtrack (1990)
- "Dream On" - Last Action Hero Soundtrack (1993)
- "Deuces Are Wild" - The Beavis and Butt-Head Experience (1993)
- "Dude (Looks Like a Lady)" (live) and "Shut Up and Dance" (live) - Wayne's World 2: Music from the Motion Picture (1993)
- "I Don't Want to Miss a Thing", "What Kind of Love Are You On", "Sweet Emotion", e "Come Together" - Armageddon - Giudizio finale (1998)
- "Angel's Eye" - Charlie's Angels Soundtrack (2000)
- "Theme from Spider-Man" - Spider-Man Soundtrack (2002)
- "Lizard Love" - Rugrats Go Wild Soundtrack (2003)
- "Sweet Emotion" - Starsky & Hutch Soundtrack (2004)
- "You Gotta Move" - Barnyard (2006)
- "Walk This Way" - Sex and the City: Original Motion Picture Soundtrack (2008)

## Canzoni utilizzate
Lista di brani utilizzati in film/trailer.
- "Sweet Emotion" - La luce del giorno (1987) sung by Joan Jett
- "Walk This Way" - The Lost Boys (1987)
- "Walk This Way" - China Girl (1987)
- "Dude (Looks Like a Lady)" - Tale padre tale figlio (1987)
- "Back in the Saddle" - Say Anything... (1989)
- "Sweet Emotion" - Dazed and Confused (1993)
- "The Other Side" - Una vita al massimo (1993)
- "Dude (Looks Like a Lady)" - Mrs. Doubtfire (1993)
- "Line Up" - Ace Ventura: Pet Detective (1994)
- "Janie's Got a Gun" - Airheads (1994)
- "Sweet Emotion" - Private Parts (1997)
- "I Don't Want to Miss a Thing" - Armageddon (1998) and Blades of Glory (2007)
- "Back in the Saddle" - Shanghai Noon (2000)
- "Toys in the Attic" and "Seasons of Wither" - Dogtown and Z-Boys (2001)
- "Janie's Got a Gun" - Not Another Teen Movie (2001) sung by Chris Evans a cappella
- "Dream On" - Miracle (2004)
- "Walk This Way" - Racing Stripes (2005)
- "Cryin'" - Be Cool (2005) - Duet with Christina Milian
- "Sweet Emotion" - Be Cool (2005)
- "You Gotta Move" - Barnyard (2006)
- "Back in the Saddle" - Red (2010)
- "Last Child" - Grown Ups (2010)
- "Dream On" - Argo (2012)

## Videogiochi
| Year | Title                  |
| ---- | ---------------------- |
| 1994 | Revolution X           |
| 1995 | Quest for Fame         |
| 2008 | Guitar Hero: Aerosmith |

## Filmografia
| Anno | Titolo                                                                 | Ruolo               |
| ---- | ---------------------------------------------------------------------- | ------------------- |
| 1978 | Sgt. Pepper's Lonely Hearts Club Band                                  | Future Villain Band |
| 1988 | The Decline of Western Civilization Part II: The Metal Years           | Themselves          |
| 1990 | Saturday Night Live: Musical guests; "Wayne's World" sketch            | Themselves          |
| 1991 | The Simpsons: "Flaming Moe's episode                                   | Themselves (voices) |
| 1993 | Wayne's World 2                                                        | Themselves          |
| 1993 | Saturday Night Live: Musical guests; "Bad Dancer" sketch               | Themselves          |
| 1997 | Saturday Night Live: Musical guests; "Mary Katherine Gallagher" sketch | Themselves          |
| 2001 | Saturday Night Live: Musical guests                                    | Themselves          |
| 2005 | Be Cool                                                                | Themselves          |